# Когда теряют честь и совесть
Сахаров призывает США, Запад ни при каких обстоятельствах не соглашаться с какими-либо ограничениями в гонке вооружений, ядерных в первую очередь … 
В его действиях мы усматриваем также нарушение общечеловеческих норм гуманности и порядочности, обязательных, казалось бы, для каждого цивилизованного человека.
Мы знаем, что Сахаров ходит в больших друзьях у тех в Америке, кто хотел бы смести с лица земли нашу страну, социализм. Эти его друзья всё время поднимают шум о «трагической судьбе Сахарова». Не хотим сейчас говорить об этом беспредельном лицемерии. Нет, наше государство, наш народ более чем терпимы по отношению к этому человеку, который спокойно проживает в городе Горьком, откуда и рассылает свои человеконенавистнические творения.
«Когда теряют честь и совесть» — открытое письмо четырёх академиков Академии наук СССР против А. Д. Сахарова. Опубликовано 2 июля 1983 года в газете «Известия» в связи с публикацией на Западе статьи Сахарова «Опасность термоядерной войны». Авторы письма — академики А. А. Дородницын, А. М. Прохоров, Г. К. Скрябин, А. Н. Тихонов.
В письме подвергались критике призывы Сахарова руководству США произвести развёртывание оружия первого удара — ракеты Першинг-2 и MX, продолжать курс на конфронтацию с Советским Союзом, на военное превосходство, не ослаблять гонку вооружений как минимум ещё 10—15 лет. Призывам Сахарова («спокойно проживающего в городе Горьком») противопоставлялась позиция казнённых в США супругов Розенберг, выступавших за уничтожение ядерного оружия. Утверждалось, что наращивание вооружений, к которому призывает Сахаров, несёт угрозу не только СССР, но и другим народам, и что Сахаров, будучи учёным, лучше других понимает последствия своих призывов. Из этого делался вывод о ненависти Сахарова к собственной стране и её народу, был подвергнут критике моральный облик Сахарова.
Стоит отметить, что авторы письма, в том числе лично знавшие А. Д. Сахарова, прямо выразили сомнение в том, что его публикация не была существенно отредактирована американской редакцией из соображений «политической целесообразности»:

Мы несколько раз возвращались к этим местам в статье Сахарова. И у нас появилось какое-то странное ощущение: да он ли это пишет?

## Критика письма
Журналист Сергей Лесков отмечал, что наряду с выражениями, приписывавшими Сахарову «нравственное падение» и прочее, авторы письма «совсем не по задумчивости» не привели название статьи Сахарова «Опасность термоядерной войны». Кроме того, он считал, что уже в том же 1983 году начали реализовываться «прежде казавшиеся утопическими» предложения Сахарова по разоружению, в том числе о раздельном сокращении баллистических ракет и другие, и что «даже война в Афганистане уже не вызывала обязательного прежде безусловного одобрения».